# Jewhen Bałycki
Jewhen Witalijowycz Bałycki (ukr. Євген Віталійович Балицький; ros. Евгений Витальевич Балицкий; ur. 10 grudnia 1969 w Melitopolu) – ukraiński polityk, przedsiębiorca i wojskowy. W latach 2012–2019 deputowany Rady Najwyższej Ukrainy, od 2022 samozwańczy burmistrz Melitopola i gubernator obwodu zaporoskiego z poparciem Rosji.

## Życiorys
Pochodzi z rodziny związanej z lotnictwem wojskowym, jego ojciec także został politykiem. W 1987 ukończył szkołę średnią, zaś w 1991 wyższą szkołę lotnictwa wojskowego w Tambowie. Przez kolejne cztery lata służył w lotnictwie m.in. w Melitopolu, dochodząc do stopnia kapitana. Od 1995 zajmował się działalnością biznesową, był właścicielem firmy sprzedającej urządzenia domowe, założycielem pierwszej lokalnej stacji radiowej, a także kierownikiem browaru i fabryki części pojazdów. Łącznie w jego posiadaniu znajduje się kilka przedsiębiorstw, prowadzono w ich sprawie kilka postępowań korupcyjnych. W latach 1998–2002 i 2010–2012 zasiadał w radzie obwodu zaporoskiego, był też p.o. dyrektora departamentu w ministerstwie ekonomii i integracji europejskiej. W 2004 wstąpił do Partii Regionów. W 2012 i 2014 wybierany deputowanym Rady Najwyższej Ukrainy VII i VIII kadencji, w czerwcu 2014 opuścił frakcję PR i rok później przeszedł do Bloku Opozycyjnego. W 2016 przyłapano go na oddawaniu głosów za nieobecnych parlamentarzystów. Prezentował postawę prorosyjską, m.in. w 2018 głosował przeciwko uznaniu suwerenności Ukrainy nad okupowanymi obszarami obwodów donieckiego i ługańskiego.
W 2022 zaangażował się w działalność wspierającą rosyjską inwazję na Ukrainę, według służb ukraińskich wspierał powstanie lokalnych prorosyjskich władz. Od marca 2022 miał faktycznie sprawować funkcję burmistrza Melitopola (będącego siedzibą obwodowych władz prorosyjskich, które zajęły jedynie część obwodu zaporoskiego). 9 maja 2022 oficjalnie ogłoszony przez Rosjan na gubernatorem obwodu zaporoskiego i szefem administracji wojskowo-cywilnej (w kontrze do Ołeksandra Starucha), przejął kontrolę nad eksportem zboża z regionu. W sierpniu 2022 ogłosił przeprowadzenie referendum w sprawie przyłączenia do Rosji zarządzanego przez siebie terytorium. 30 września uczestniczył w oficjalnej uroczystości w Moskwie, podczas której Władimir Putin potwierdził wyniki przeprowadzonego w poprzednich dniach referendum, uznając „niezależność” obwodu zaporoskiego i zamiar jego formalnej aneksji przez Rosję. Kilka dni wcześniej przystąpił do Jednej Rosji. W 2023 zaocznie skazany przez ukraiński sąd na karę 15 lat więzienia.
Żonaty, ma dwóch synów.

## Odznaczenia
W 2013 otrzymał Order „Za zasługi” III klasy. Odebrany w 2024.